# Atalo (filósofo)
Atalo (en latín, Attalus) fue un filósofo estoico y un experto de la ciencia adivinatoria etrusca que vivió durante el gobierno de Tiberio. De su vida tan sólo se conocen algunos pocos datos, como que era un griego de Alejandría, que se desempeñó como maestro de Séneca o que fue desterrado de Roma por Sejano, en el año 31 d. C.
Fue uno de los tres maestros de Séneca, probablemente el más importante y el que más influyó en la personalidad del escritor, como así se deriva de las diversas referencias que éste hizo a Atalo durante el transcurso de su vida. El filósofo, consciente de la juventud de su pupilo no trató de iniciarlo en los esquemas metafísicos y lógicos del estoicismo, sino que se limitó a introducirlo en la moral estoica. Fue así, por recomendación de Atalo, como Séneca abandonó el vino, los perfumes y la cama blanda:

Solía Atalo elogiar el colchón que resistiera el cuerpo; uno igual uso ahora anciano y en él no puede quedar mi huella.
Epístola CVIII, 23.

Séneca el Viejo lo describió como «magnae vir eloquentiae, ex philosophis, quos nostra aetas vidit, longe et subtilissimus el facundissimus», considerándolo así el filósofo más elocuente y perspicaz de su tiempo.